# PW-Sat 2
PW-Sat2 es un Cubesat fabricado por estudiantes de la Universidad Politécnica de Varsovia miembros de la Asociación de Estudiantes del Espacio. Su principal objetivo técnico es probar la nueva tecnología de desorbitado en forma de una vela.
Las cargas útiles adicionales son un simple sensor solar y dos cámaras. Una de las cámaras es para observar el cielo como prototipo de rastreador de estrellas, mientras que la otra se emplea para observar el despliegue de la vela de arrastre.